# Морозов, Владимир Иванович (гребец, 1940)
Владимир Иванович Морозов (4 марта 1940, Красноводск — 8 февраля 2023) — советский спортсмен (гребля на байдарках), трёхкратный олимпийский чемпион, трёхкратный чемпион мира, заслуженный мастер спорта СССР.
Окончил Киевский институт физической культуры (1971). Член КПСС с 1974 года.
Полный тёзка спортсмена Владимира Ивановича Морозова, являющегося олимпийским чемпионом 1976 года также в гребле на байдарках и каноэ.

## Спортивная карьера
- Трёхкратный олимпийский чемпион: 1964 в гребле на байдарке-четвёрке (с Н. Чужиковым, В. Ионовым и А. Гришиным), 1968 на байдарке-двойке с Александром Шапаренко и 1972 на байдарке-четвёрке (с Ю. Филатовым, Ю. Стеценко и В. Диденко) на дистанции 1000 м
- 3-кратный чемпион мира: 1966 (байдарка-четверка; 10000 м), 1970 (байдарка-четверка; 1000 м), 1971 (байдарка-четверка; 1000 м)
- Серебряный призёр чемпионатов мира: 1963 (эстафета на байдарках-одиночках; 4×500 м), 1973 (байдарка-четверка; 1000 м)
- Бронзовый призёр чемпионата мира 1966 (байдарка-четверка; 1000 м)
- 2-кратный чемпион Европы: 1967 (байдарка-четверка; 10000 м), 1969 (байдарка-двойка; 1000 м)
- Неоднократный чемпион СССР 1962—1972 годов на различных дистанциях в составе разных экипажей.

Умер 8 февраля 2023 года.

## Награды
- Орден Трудового Красного Знамени
- Орден «Знак Почёта»
- Звание заслуженный мастер спорта СССР (1966)
- Орден «За заслуги» II степени (Украина, 2012 год)[3].
- Орден «За заслуги» III степени (Украина, 2002 год)[4]